# Cá dưa xám
Cá dưa xám, hay cá lạc, cá lạc bạc hay cá lạc ù hay còn gọi là mạn lệ ngư, (danh pháp hai phần: Muraenesox cinereous)  là một loài cá biển thuộc họ cá Muraenesocidae, phân bố ở vùng biển Ấn Độ Dương và Thái Bình Dương. Ở Việt Nam, cá lạc phân bố ở vùng biển phía Nam như Phú Yên, Đà Nẵng.

## Đặc điểm sinh học
Cá lạc có mỏ dài, mình tròn, thân hình ống dài, hình dạng giống cá chình, phía thân trước tiết diện ngang gần như tròn, phần thân sau dẹt về một bên. Thân cá trơn, không vẩy. Khoảng cách giữa 2 lỗ mũi khá rộng. Mõm ngắn, hình nón hơi nhô ra. Mắt lớn, đường kính của mắt có thể bằng 2 đến 2,5 lần chiều dài của mõm.
Miệng cá rộng, hàm trên kéo dài vượt quá mắt. Hàng răng nanh ngoài cùng của hàm dưới dài, hướng thẳng lên trên. Răng nanh nằm trên xương khẩu cái. Lỗ mang mở rộng nằm dưới vây ngực. Vây lưng và vây bụng liền nhau tạo thành cả vây đuôi. Vây ngực phát triển. Toàn thân màu xám, bụng trắng bạc hay ở lưng có màu xám lợt, bụng có ánh vàng. Cá dài trung bình từ 1,5 đến 2m.
Về khối lượng, mỗi con cá lạc con to cỡ trung bình bằng bắp chân người lớn, con nhỏ cỡ chừng bằng ngón chân người lớn, nặng khoảng vài ba ký. Cá thường sinh sống ở tầng nước sâu ngoài biển. Loại cá này rất nhiều xương trong thịt. Cá lạc có hai loại, loại cá lạc mình có màu vàng gọi là cá lạc vàng, ngoài ra còn có cá lạc ù mình màu xám trắng, thịt cá lạc có màu trắng, dai chắc.

## Giá trị

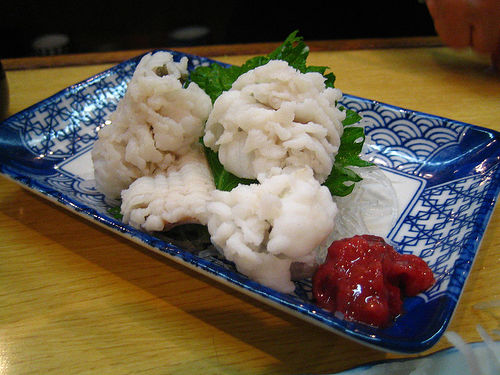
Thịt cá lạc

Theo y học cổ truyền, cá lạc có tên là mạn lệ ngư, vị ngọt, tính bình, không độc. Công dụng trừ các thứ độc, chữa phong lở, tê thấp, đau lưng, mỏi chân, sát trùng lao. Còn theo các nhà dinh dưỡng, cá lạc rất bổ dưỡng, chứa nhiều chất béo, calcium, sắt và Vitamin A. Cá lạc được chế biến nhiều món ăn ngon, hấp dẫn như: nướng, chiên, hấp, kho dưa cải, nấu canh chua, cá lạc nấu cà ri, cá lạc nướng sả. Trong đó, cá lạc nấu canh chua với lá dít được xem là món ngon. Bong bóng cá Dưa được xem là một món ngon, rất quý.
Tại Nhật, cá Dưa hay Hamo theo truyền thống là một nguồn thực phẩm quý và được dùng trong nhiều món ăn đặc biệt. Ăn cá Dưa có thể ngừa được kiệt sức do trời nóng. Hằng năm, người Nhật có 2 mùa ăn cá Dưa: Mùa thứ nhất vào mùa Hè, ngay sau khi mùa mưa tại Nhật vừa dứt. Cá được xem là món ăn chính, bắt buộc phải có trong các Ngày Lễ hội Gion (còn gọi là Hamo) tại Kyoto và Lễ hội Tenjin tại Osaka. Mùa thứ nhì vào mùa Thu, lúc này cá béo hơn và được gọi là Hamo vàng (matsutake hamo).
Theo người Nhật, cá Dưa rất bổ dưỡng, chứa nhiều chất béo, calcium, sắt và Vitamin A nhưng lại có rất nhiều xương: một con cá Dưa dài 1.1 m có đến 3500 xương; và xương lại thuộc loại xương 'dăm' nhỏ như kim khâu. Cá dưa có vị rất đặc biệt, thơm ngon, thịt của cá trắng tinh, và việc chế biến cá đòi hỏi những đầu bếp chuyên nghiệp. Xương dăm của cá nằm khá nhiều ngay dưới lớp da nên không thể.rút xương do đó phải lát cá thật mỏng: một khúc cá nhỏ 26 x 3 cm phải được lát mỏng đến 25 khía. Hamo-chiri là những miếng cá nhúng nhanh vào nước sôi và được ăn, chấm vớí miso, ăn chung với mận đen (ume) muối.
Cá đánh bắt ban đêm và được nuôi tại các trại thủy sản Nhật. Tổng sản lượng đánh bắt, theo FAO năm 2007 vào khoảng trên 300 ngàn tấn trong đó Trung Hoa khoảng 200 ngàn, Đài Loan 9 ngàn tấn. Mã Lai 1.3 ngàn. Ngư dân thường chuẩn bị xuồng để ra khơi khi mặt trời vừa khuất dạng xuống biển. Cá lạt ăn ở tầm nước sâu, loại mồi câu chủ yếu là cá đối, lưỡi câu cá Lạt cũng giống như lưỡi câu cá lóc trong ruộng. Cá lạt thuộc loại ăn bạo nên khi cắn câu, chúng nuốt luôn vào bụng.

## Hình ảnh

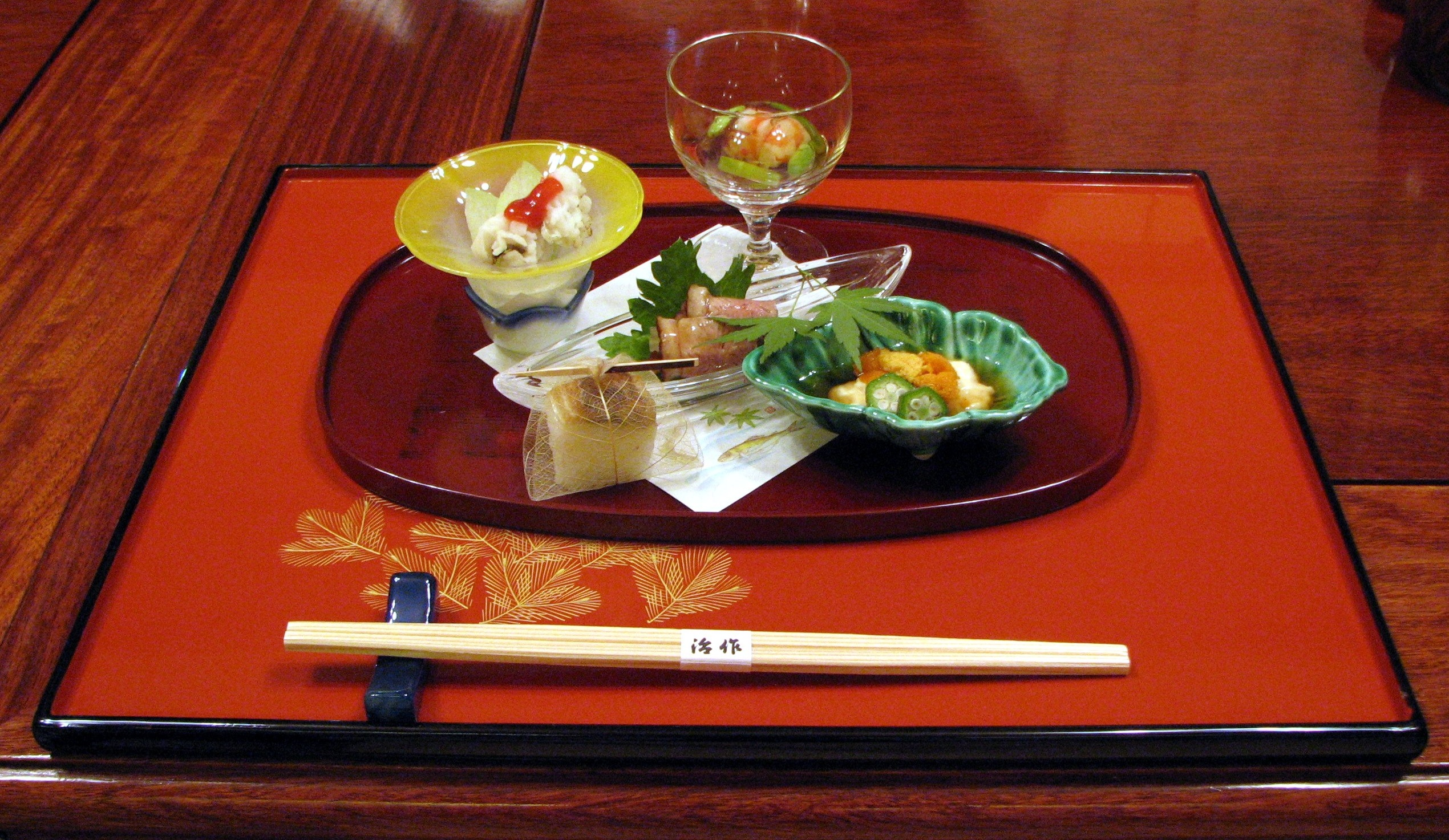